# Казенні дачі
Казе́нні да́чі  — історична місцевість в районі Берестейського проспекту, вулиць Гарматної, Академіка Янгеля та Олекси Тихого.

## Історія
Історія місцевості Казенні дачі розпочалася 1857 року, коли казенні землі Київського повіту (звідси й назва поселення) обабіч Києво-Брестського шосе (в межах сучасних проспекту Перемоги, вулиць Янгеля, Олекси Тихого та Гарматної) було розділено на 28 ділянок площею 2-3 десятини кожна та віддано в оренду. Так почалися забудова та заселення Казенних дач.
У 1860–1870-х Казенні дачі було остаточно розплановано та забудовано. Тут проклали вулиці — Дачні лінії (Першу, Другу й Третю). Найкращою вважалася дача Амалії Шедель під назвою «Сан-Сусі». Проте вже у 1870-х частину Казенних дач уздовж Першої та Другої Дачних ліній забудували промисловими підприємствами. 1878 року тут було засновано завод Шанца, наприкінці 1881 року — завод Гретера і Мозера (майбутній завод Гретера і Криванека, згодом — «Більшовик», нині — Перший машинобудівний завод), а також заводи Велера та Зелінгера. Це були державні землі, тому промисловцям не потрібно було викуповувати їх у приватних власників. Ще однією великою перевагою цієї місцевості стало її зручне розташування між Києво-Брестським шосе та залізницею.
Казенні дачі можна також вважати місцем, де розпочалася історія київського футболу. Серед адміністрації та робітників заводу Гретера і Криванека було багато чехів. Саме вони на межі ХІХ і ХХ ст. запровадили традицію ганяти м’яча. Перші любительські футбольні команди міста з’явилися саме при згаданому заводі.
Та не лише футболом запам’яталася чеська громада Казенних дач. Її представники залишили вагомий слід в історії міста. 1888 року на запрошення Якова Гретера до міста приїхав чеський інженер Йозеф Криванек. Із часом на заводі з’явилося багато чехів, які обійняли інженерно-технічні посади. Адже до появи Політехнічного інституту значною проблемою київських підприємств був брак місцевих «технарів». Тож на початку ХХ ст. у Казенних дачах сформувалася невелика чеська колонія.
Одним із найактивніших представників чеської громади був підприємець Генріх Іїндржишек — власник магазину музичних інструментів на Хрещатику та майбутній власник фабрики грамплатівок. Іїндржишек був одним із тих, хто створив на Казенних дачах чеську школу. Її було відкрито 1907 року, а з 1909 року вона розмістилася у двоповерховому будинку на розі нинішньої вулиці Янгеля та Польового провулку. Школа діяла до 1934 року, а будівля достояла до 1970-х.
Важливою сторінкою в історії Казенних дач і в біографії самого Іїндржишека було заснування фабрики грамофонних платівок. 2 липня 1910 року підприємець подав прохання щодо будівництва фабрики і 24 вересня 1910 року отримав дозвіл. Іїндржишек придбав земельну ділянку на Другій Дачній лінії, 5 (сучасна адреса — вулиця Сім'ї Бродських, 31-33). Тут упродовж осені 1910 — літа 1911 року було споруджено два цегляних будинки — власне фабрику та житловий із конторою.
Чеська громада також заклала парк, який було названо «Стромовкою» на честь однойменного парку в Празі. Його було створено з ініціативи чеського товариства ім. Я. А. Коменського, найімовірніше, 1907 року. Парк «Стромовка» був розташований між нинішніми проспектом Перемоги, вулицями Гетьмана, Смоленською та Янгеля. Доти там була ділянка землі, поросла деревами. У парку з’явилися ресторан і альтанка для виступів. Грав духовий оркестр. Тут влаштовували гуляння, причому до чехів неодмінно приєднувалися городяни інших національностей. Був тут і самодіяльний театр. Під час Першої світової війни у Києві опинилося багато військовополонених чехів. Їх звільняло з Дарницького табору чеське товариство, частина з них влаштувалася на заводи. Серед них були професійні театральні діячі, які взяли участь у роботі театру. Наприклад, Ярослав Гашек писав театральні рецензії. При театрі було організовано жіночий хор. 29 липня 1917 року парк відвідав Томаш Масарик — на той момент голова Чехословацької Народної ради, майбутній президент Чехословаччини. Він провів зустріч із чеською громадою. 1919 року паркові споруди й дерева пішли на дрова, «Стромовка» припинила існування. На початку 1930-х територію колишнього парку було забудовано. Сьогодні на місці «Стромовки» — школа № 71.
Решта Казенних дач і надалі зберігала селищний вигляд. На початку ХХ ст. селище займало площу 78 десятин, тут розташовувалося 50 садиб. 1908 року в Казенних дачах було 53 садиби та 114 будинків. Колишні Казенні дачі увійшли до меж Києва 1914 року. 1926 року тут було 322 садиби та 874 будинки (зокрема 16 порожніх), мешкало 3584 особи.
У 1914 році увійшла в міську смугу. До 1910-х років селище Казенні Дачі простягалося між Берестейським проспектом і 3-ю Дачною вулицею (тепер Михайла Брайчевського), тоді ж розширене до 4-ї Дачної вулиці (тепер Олекси Тихого).
У 1930–1931 роках на Казенних дачах за проектом архітектора Павла Альошина за участю Йосипа Каракіса та Волошинова, переробленим Валеріаном Риковим, спорудили чотириповерхову будівлю трудової школи № 71 на 840 учнів із їдальнею, кінозалою та актовою залою на 500 місць. Вартість будівництва становила 697,77 тис. карбованців. 1938 року на вулиці Другій Дачній (тепер — вулиця Сім'ї Бродських, 4) звели будівлю школи № 74 за проектом 103-А архітектора Емануїла Кодніра. У 1936–1937 роках на сучасній вулиці Олекси Тихого, 42-А побудували ясла заводу «Більшовик». Нині будівлю реконструйовано під офісну. На вулиці Сім'ї Бродських, 6 і 8 наприкінці 1930-х звели дві будівлі навчального призначення. 1938 року побудували лазні Жовтневого району, у 2000-х реконструйовані під банківську споруду (сучасна адреса — проспект Перемоги, 41).
Майже всю стару малоповерхову забудову Казенних дач знесли у 1970-х. Окремі зразки старої забудови збереглися на вулицях Брайчевського, 12-А, 14, 16, Олекси Тихого, 24, Сім'ї Бродських, 17 та в Польовому провулку, 6. Цікаві зразки котеджної забудови 1950-х досі можна знайти в Ковальському провулку, 4 та 6, на вулиці Брайчевського, 10. 
Також дотепер стоїть цікавий двоповерховий котедж 1950-х у Машинобудівному провулку, 5. Будинок є останнім прикладом садибної забудови у західній частині Казенних дач і зберігає стару червону лінію забудови П‘ятої Дачної, яка вже не проходить у цій частині місцевості.
Збереглася частина старовинної промислової забудови (переважно вздовж Гарматної вулиці).